# Тавой
Тавой (сучасна транскрипція: Давей) — портове місто на південному сході М'янми, столиця округу Танінтаї (Тенассерім). Населення на 2004 оцінюється як 139 900.

## Географія
Тавой розташований за 614.3 км на південь від Рангуна на південному березі річки Тавой (Давей) за 30 км від Андаманського моря,

### Клімат
Місто знаходиться у зоні, котра характеризується мусонним кліматом. Найтепліший місяць — квітень із середньою температурою 28.9 °C (84 °F). Найхолодніший місяць — січень, із середньою температурою 25 °С (77 °F).
| Клімат Тавоя            | Клімат Тавоя | Клімат Тавоя | Клімат Тавоя | Клімат Тавоя | Клімат Тавоя | Клімат Тавоя | Клімат Тавоя | Клімат Тавоя | Клімат Тавоя | Клімат Тавоя | Клімат Тавоя | Клімат Тавоя | Клімат Тавоя |
| Показник                | Січ.         | Лют.         | Бер.         | Квіт.        | Трав.        | Черв.        | Лип.         | Серп.        | Вер.         | Жовт.        | Лист.        | Груд.        | Рік          |
| Абсолютний максимум, °C | 36           | 37           | 37           | 38           | 38           | 36           | 37           | 33           | 37           | 37           | 37           | 36           | 38           |
| Середній максимум, °C   | 32           | 33           | 33           | 34           | 31           | 28           | 28           | 28           | 28           | 31           | 31           | 31           | 31           |
| Середня температура, °C | 25           | 26           | 27           | 28           | 27           | 25           | 25           | 25           | 25           | 26           | 26           | 24           | 26           |
| Середній мінімум, °C    | 18           | 20           | 22           | 23           | 23           | 23           | 23           | 23           | 23           | 22           | 21           | 18           | 22           |
| Абсолютний мінімум, °C  | 10           | 10           | 13           | 17           | 20           | 20           | 20           | 20           | 20           | 16           | 11           | 8            | 8            |
| Норма опадів, мм        | 0            | 10           | 40           | 60           | 570          | 1120         | 1240         | 1200         | 840          | 260          | 50           | 10           | 5450         |
| Днів з дощем            | 0            | 1            | 2            | 4            | 16           | 25           | 27           | 27           | 23           | 12           | 4            | 1            | 142          |
| Вологість повітря, %    | 66           | 69           | 71           | 71           | 80           | 88           | 89           | 91           | 90           | 83           | 74           | 69           | 78           |
| ----------------------- | ------------ | ------------ | ------------ | ------------ | ------------ | ------------ | ------------ | ------------ | ------------ | ------------ | ------------ | ------------ | ------------ |
| Джерело: Weatherbase    |              |              |              |              |              |              |              |              |              |              |              |              |              |

## Історія
Дана область була населена тавойцями, монами і каренами, а також тайськими моряками. Сучасне місто було засноване в 1751 році як порт, обслуговуючий Таїланду столицю Аюттхаю. Пізніше територія потрапила під владу бірманців, а потім була зайнята британцями після першої англо-бірманської війни в 1826 році. Залізниця і шосе до іншої частини М'янми були прокладені недавно. Тавой став предметом обговорення і суперечок з приводу газового трубопроводу між М'янмою і Таїландом.
У XVIII столітті народ інтха переселився з Тавоя на озеро Інле, рятуючись від конфліктів з таїландцями і бірманцями. Вони створили яскраву культуру на півдні штату Шан.

## Економіка
Тавойський одяг — лонджі і саронги — знаменитий на всю країну. Виробляється також каучук, сушена риба і тикова деревина. Вирощуються горіхи кеш'ю і бетель, горіхи експортуються в Китай, Індію і Таїланд. Тут вирощуються тропічні фрукти — ананаси, манго і дуріани. Також вирощується унікальний фрукт «зінтії» (на місцевому діалекті), який не росте більш ніде.

## Мова
У Тавоя є власна неписьменна мова, яка офіційно вважається діалектом бірманської.

## Пам'ятки
В околицях на море — мальовничі пляжі. Є гарячі джерела.
Буддійські пам'ятники:
- Пагода Шин Мотеті на південь від міста
- Пагода Шин Моу на північ від міста
- Пагода Лоука Тарафу з найбільшим в Бірмі лежачим Буддою (80 м)

## Катастрофи
Неподалік міста 7 червня 2017 року сталася авіаційна катастрофа літака Shaanxi Y-8, що привела до загибелі 122 пасажирів.